# 马茨·松丁
马茨·松丁（瑞典語：Mats Sundin，1971年2月13日—），瑞典男子冰球运动员。他曾代表瑞典参加1998年、2002年和2006年冬季奥林匹克运动会冰球比赛，其中2006年奥运会获得一枚金牌。